# Монастир Святого Стефана (Іран)
Монастир святого Стефана (вірм. Սուրբ Ստեփանոս վանք, Surb Stepanos Vank; перс. کلیسای سن استپانوس, Kelisā-ye San Estepānus), також відомий вірменською мовою як Маґардаванк (Մաղարդավանք) — вірменський монастир, розташований приблизно 15 км на північний захід від міста Джульфа у провінції Східний Азербайджан у північно-західній частині Ірану. Монастир лежить глибоко у каньйоні біля ріки Аракс, на іранському боці кордону між Іраном і Нахічеванською Автономною Республікою. Спочатку він був побудований у IX столітті, а перебудований за доби Сефевідів, після пошкодження через війни та землетруси.
Монастир належить до Вірменських монастирських ансамблів Ірану, які також були внесені до списку Світової спадщини ЮНЕСКО.

## Історія
Святий апостол Варфоломій вперше заснував церкву на місці монастиря приблизно 62 року AD, за правління Парфянського царства. Перший монастир був побудований у VII столітті, а згодом був розширений у X столітті. Монастир був пошкоджений під час війн між сельджуками та Візантійською імперією у XI і XII століттях.
У середині XIII століття, після завоювання регіону монголами Хулагу-хана, онука Чингісхана, було підписано мирну угоду між Вірменською церквою та Державою Хулагуїдів, і християни змогли зберегти рівноправну ситуацію. Монастир був відновлений у другій половині XIII століття, і був повністю перебудований під керівництвом Захарії у 1330 році. Протягом XIV і XV століть Монастир святого Стефана був на висоті свого культурного та інтелектуального впливу, виготовляючи картини та вірменські мініатюри з релігії, історії і філософії.
На початку XV століття нова династія Сефевідів захищала вірмен, але регіон опинився у центрі конфліктів з Османською імперією, яка вторглася у Західну Вірменію у 1513 році. У XVI столітті монастир поступово занепав. Шах Аббас I Великий вигнав жителів регіону в 1604 році, і монастир був покинутий. Після 1650 року Сефевіди знову зайняли регіон і покинутий монастир було відновлено в останній частині XVII століття.
На початку XVIII століття регіон потрапив під розширення Російської імперії. Єреван був завойований росіянами в 1827 році, і відповідно до Туркманчайського мирного договіру, кордон між Іраном і Росією згодом був встановлений уздовж ріки Аракс. Отже, частина населення була насильно переселена до Вірменії у складі Російської імперії. Каджарські правителі продовжували захищати вірмен і заохочували відбудову Монастиря святого Стефана між 1819 і 1825 роками.
У XX столітті у монастирі проводилося декілька реставрацій.

## Галерея

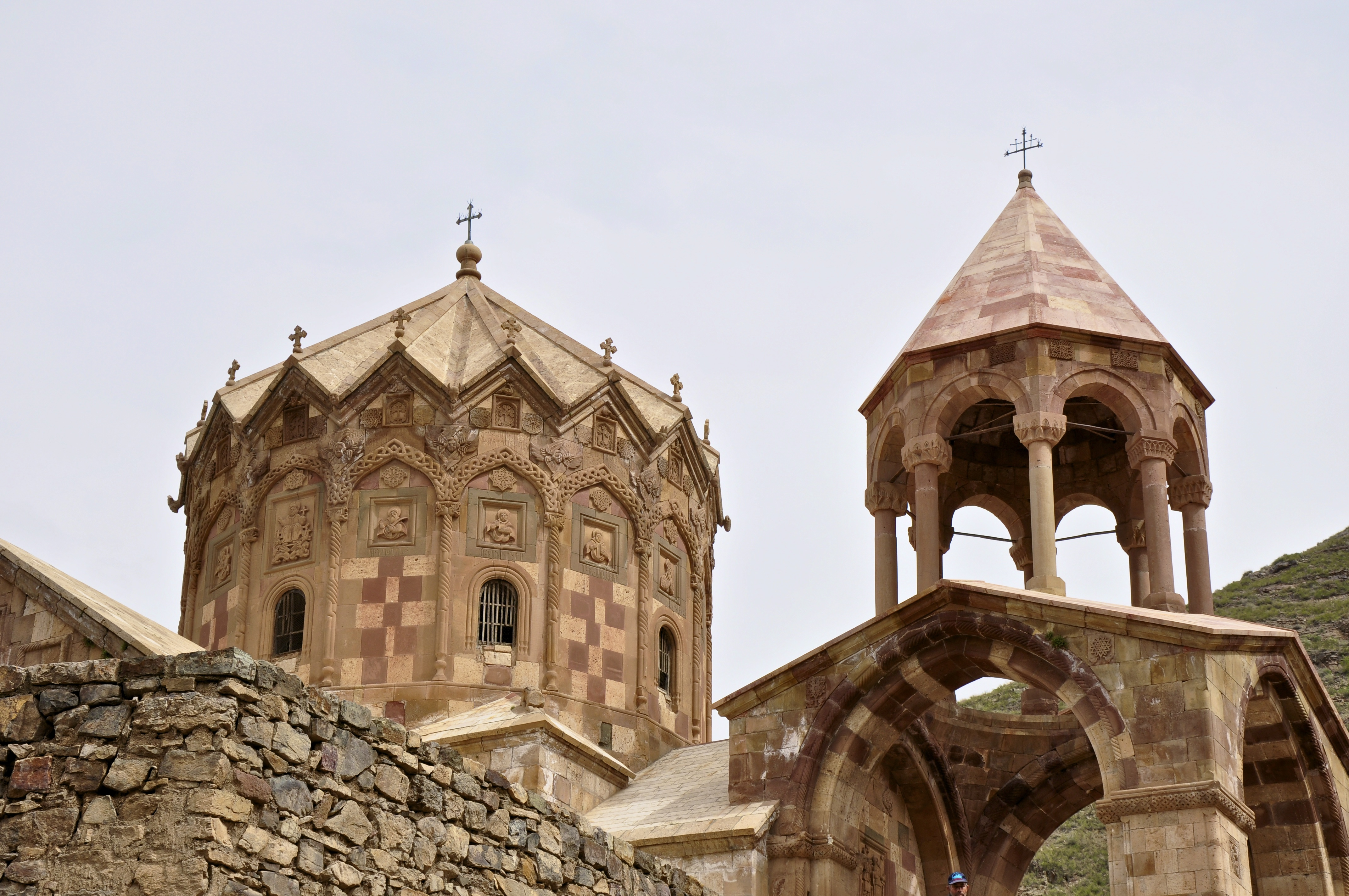
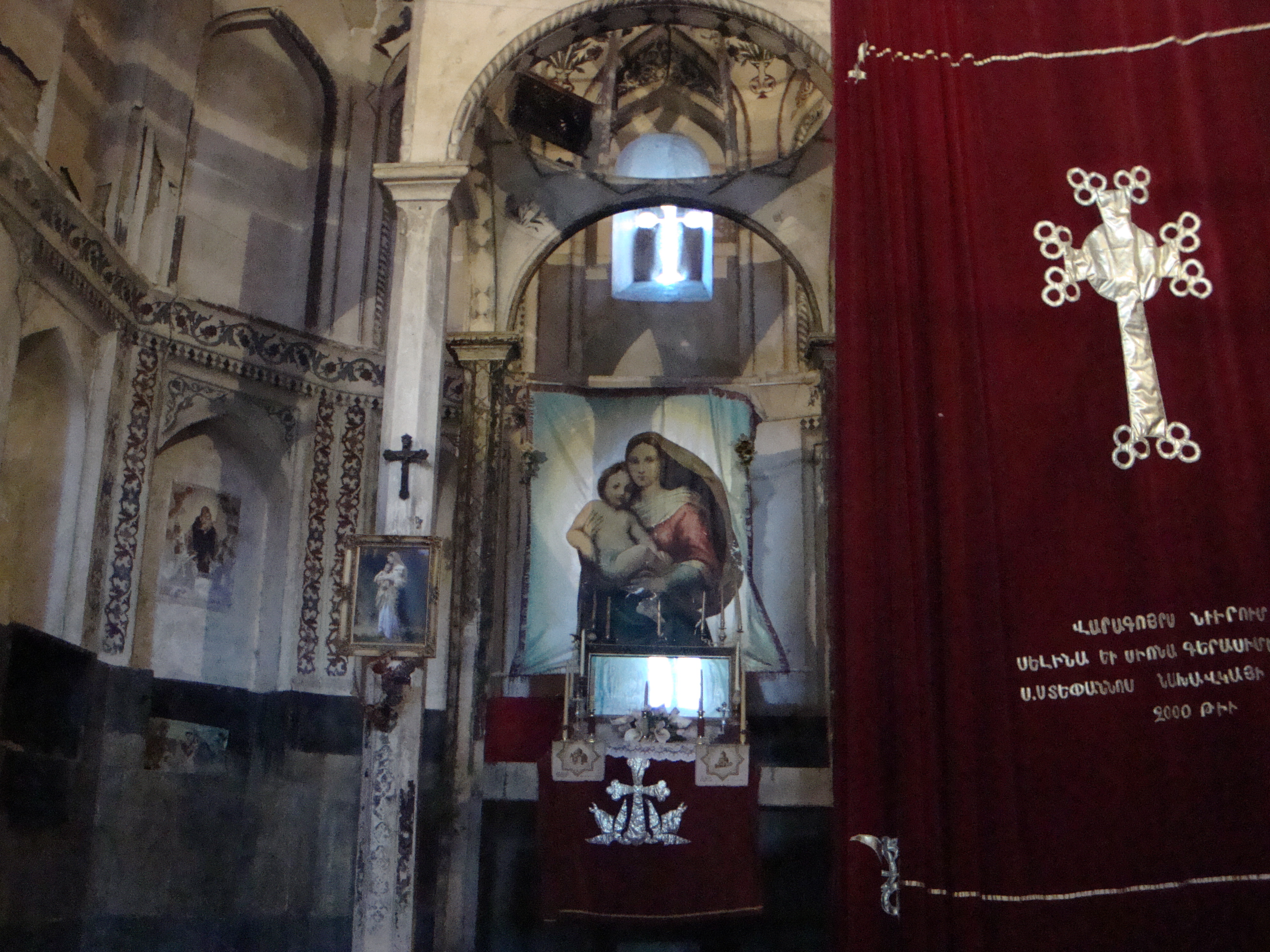
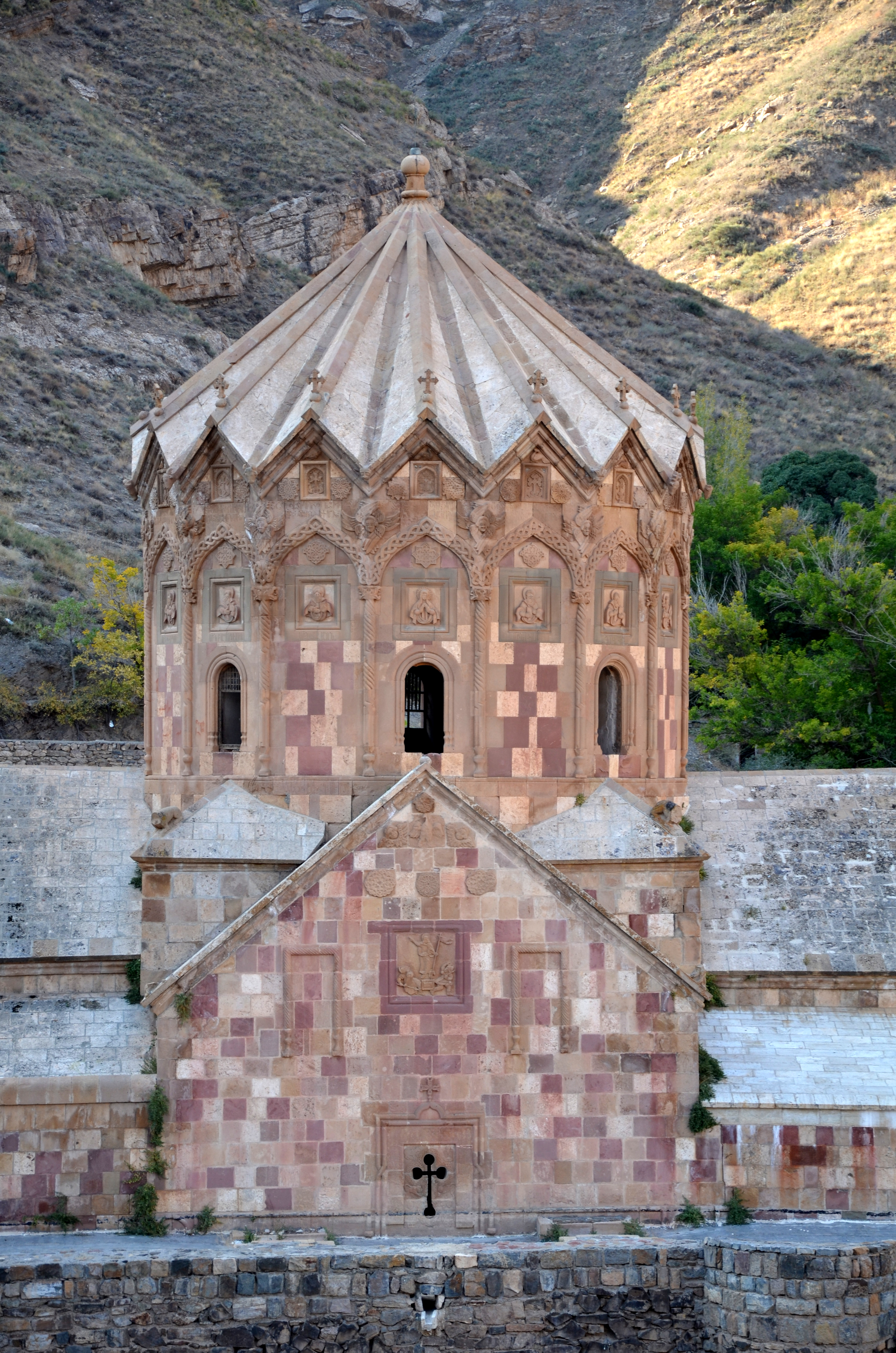
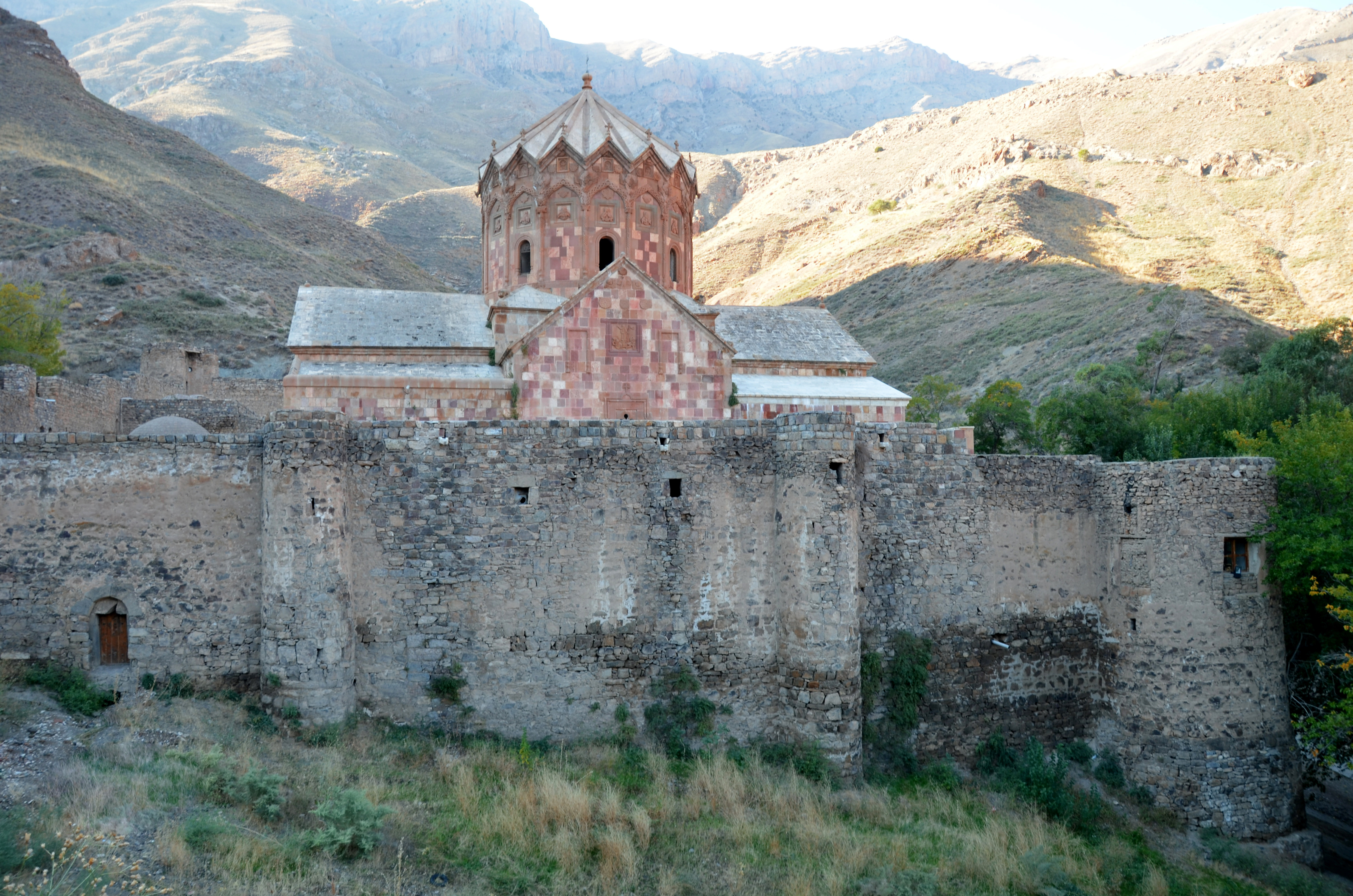
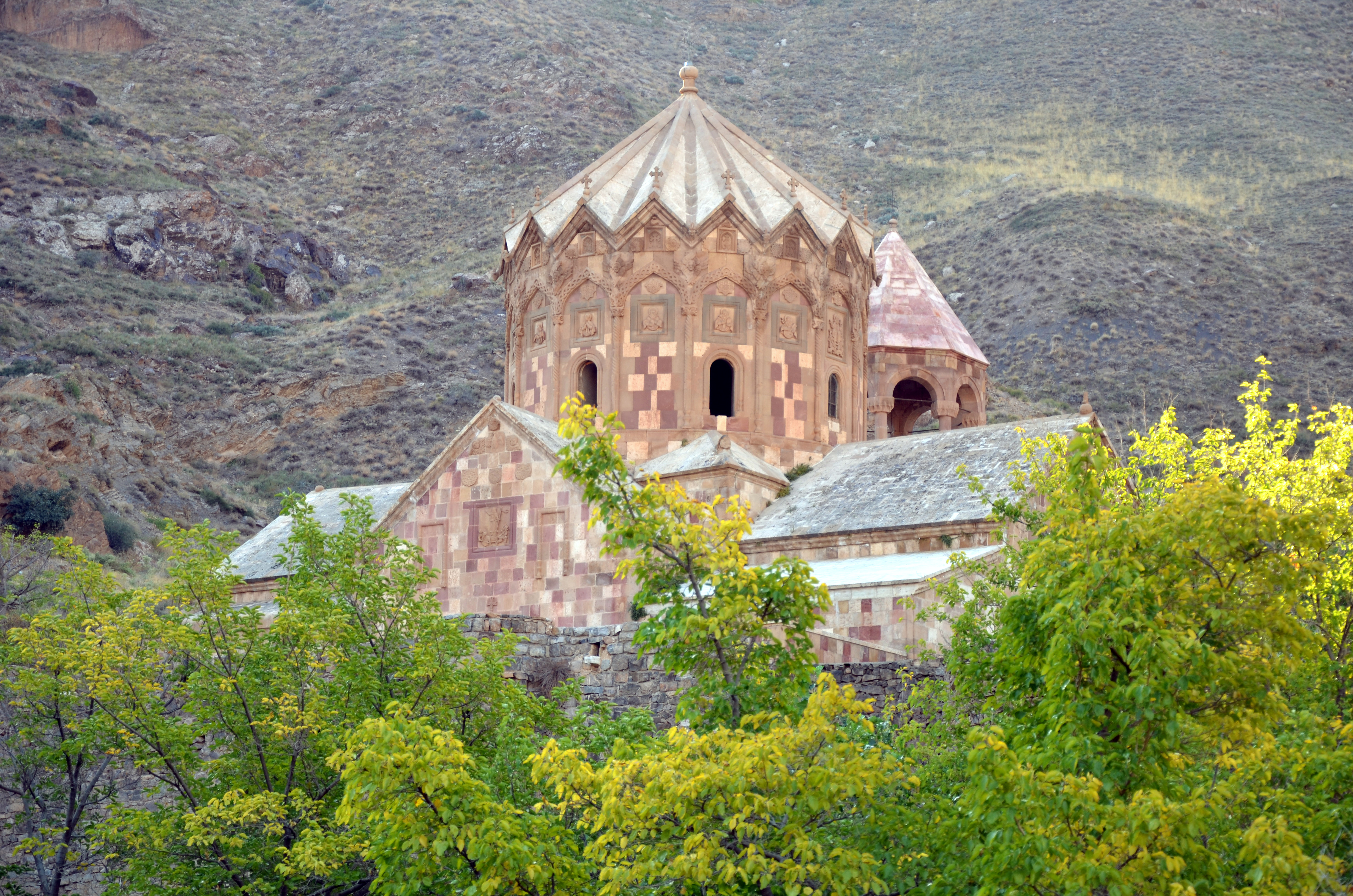
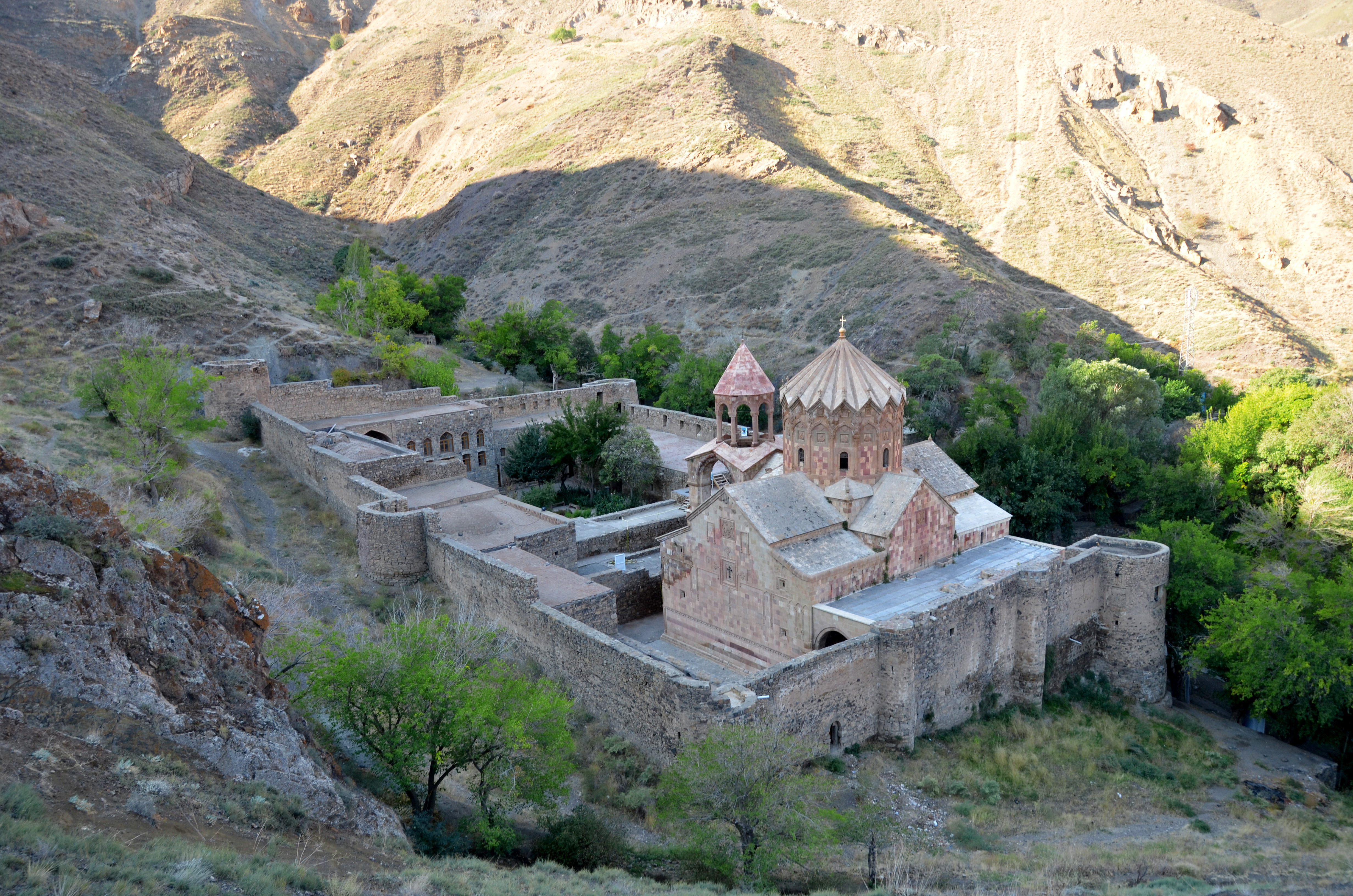
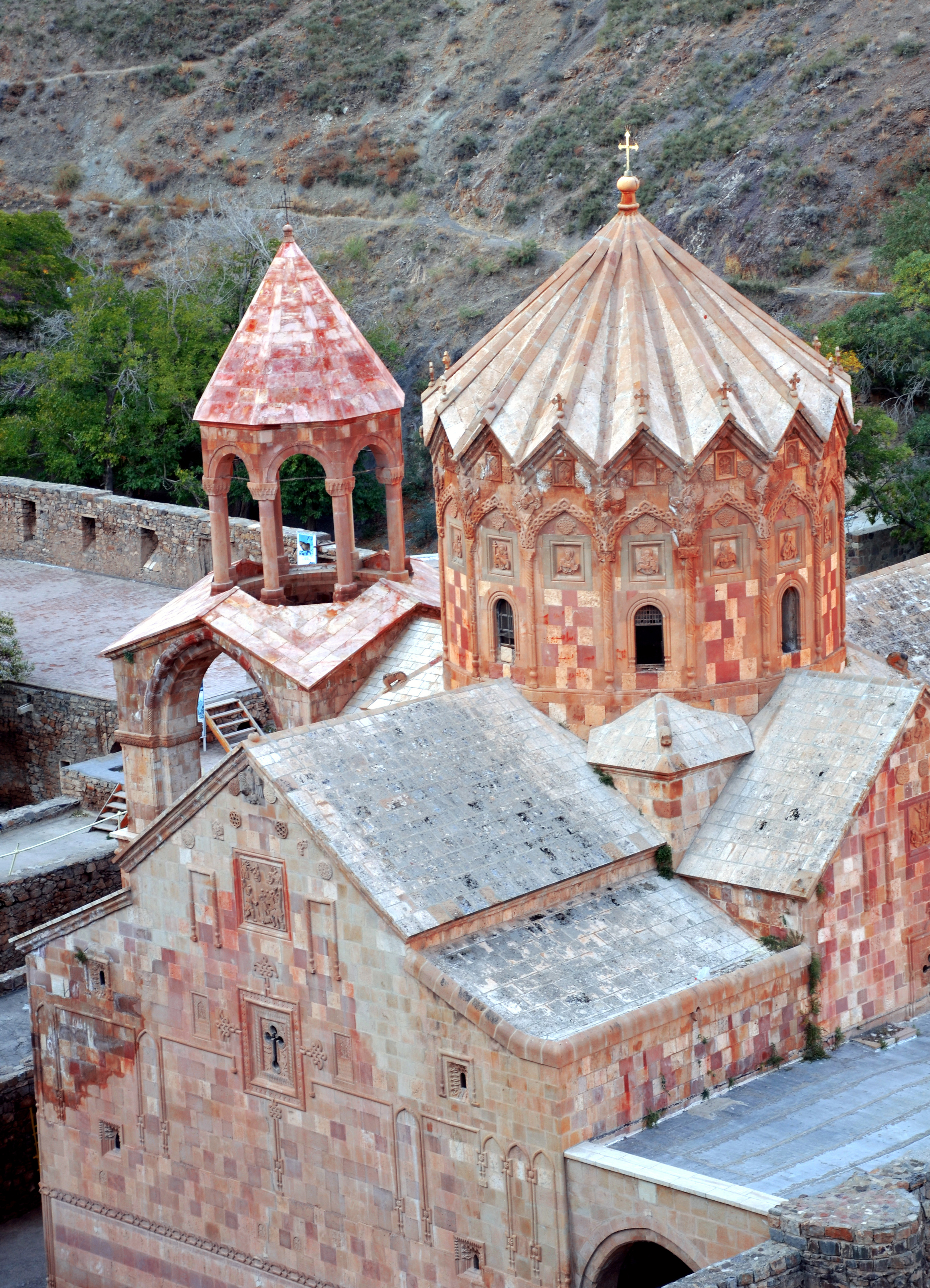
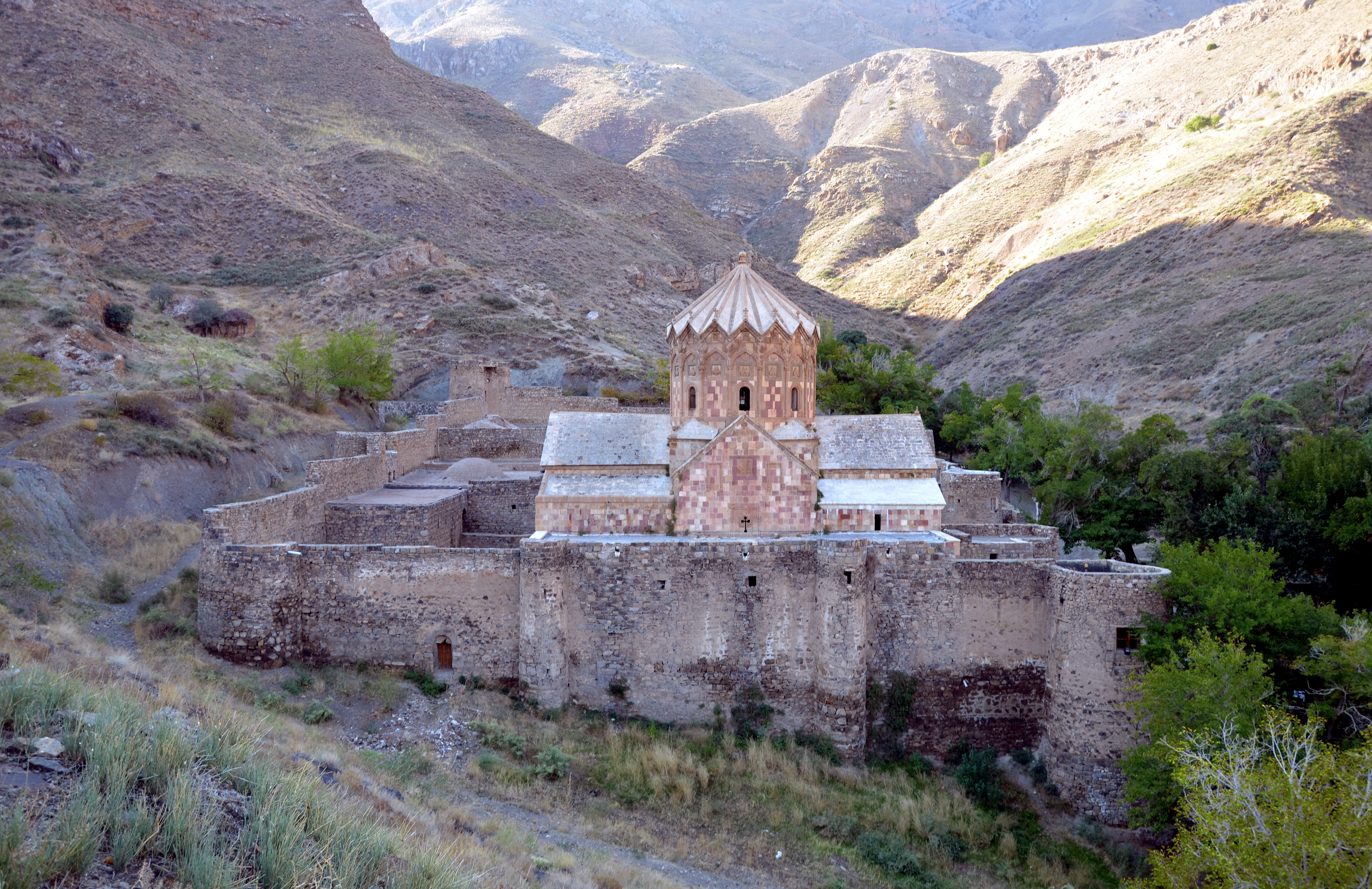
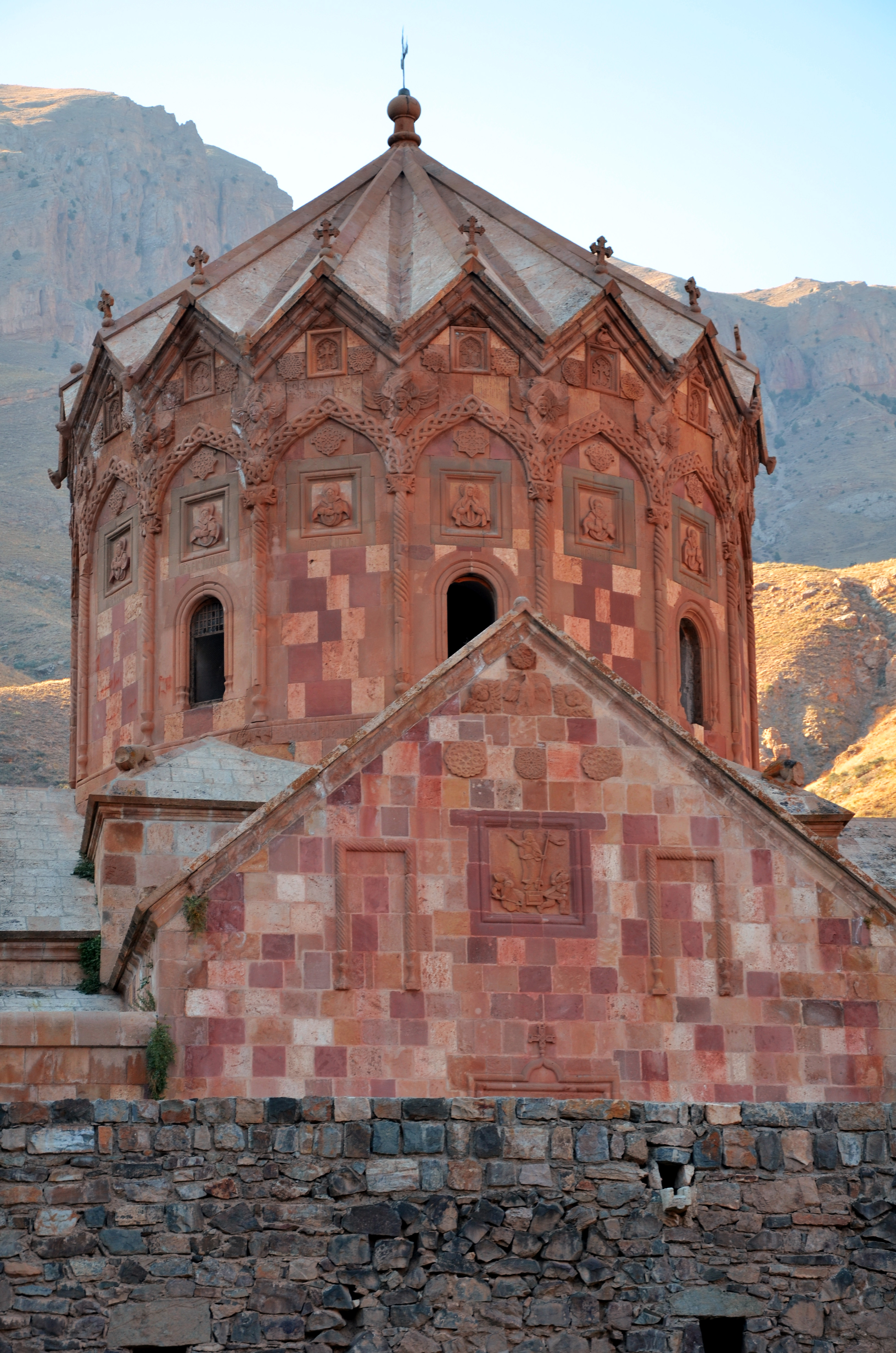
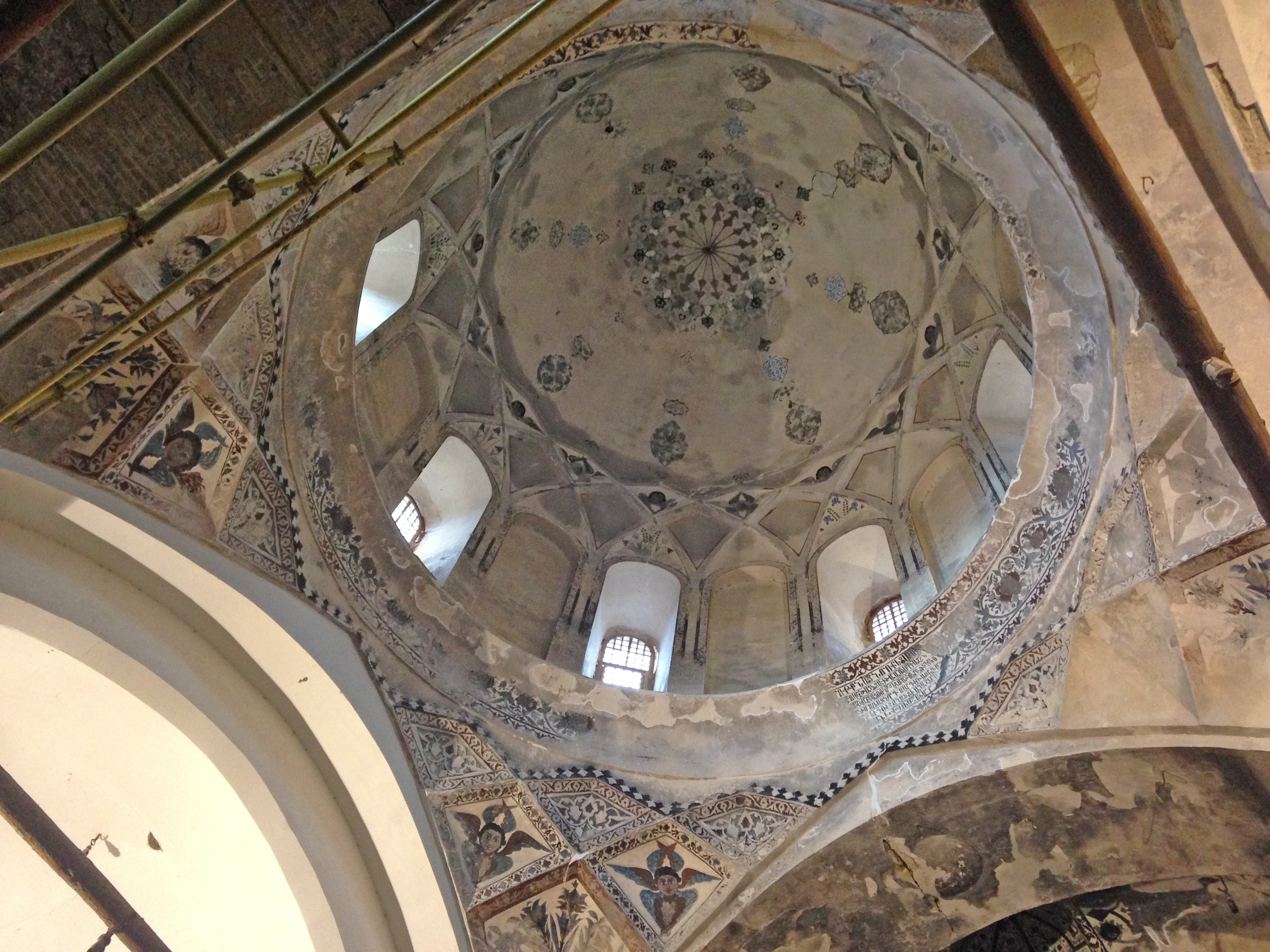
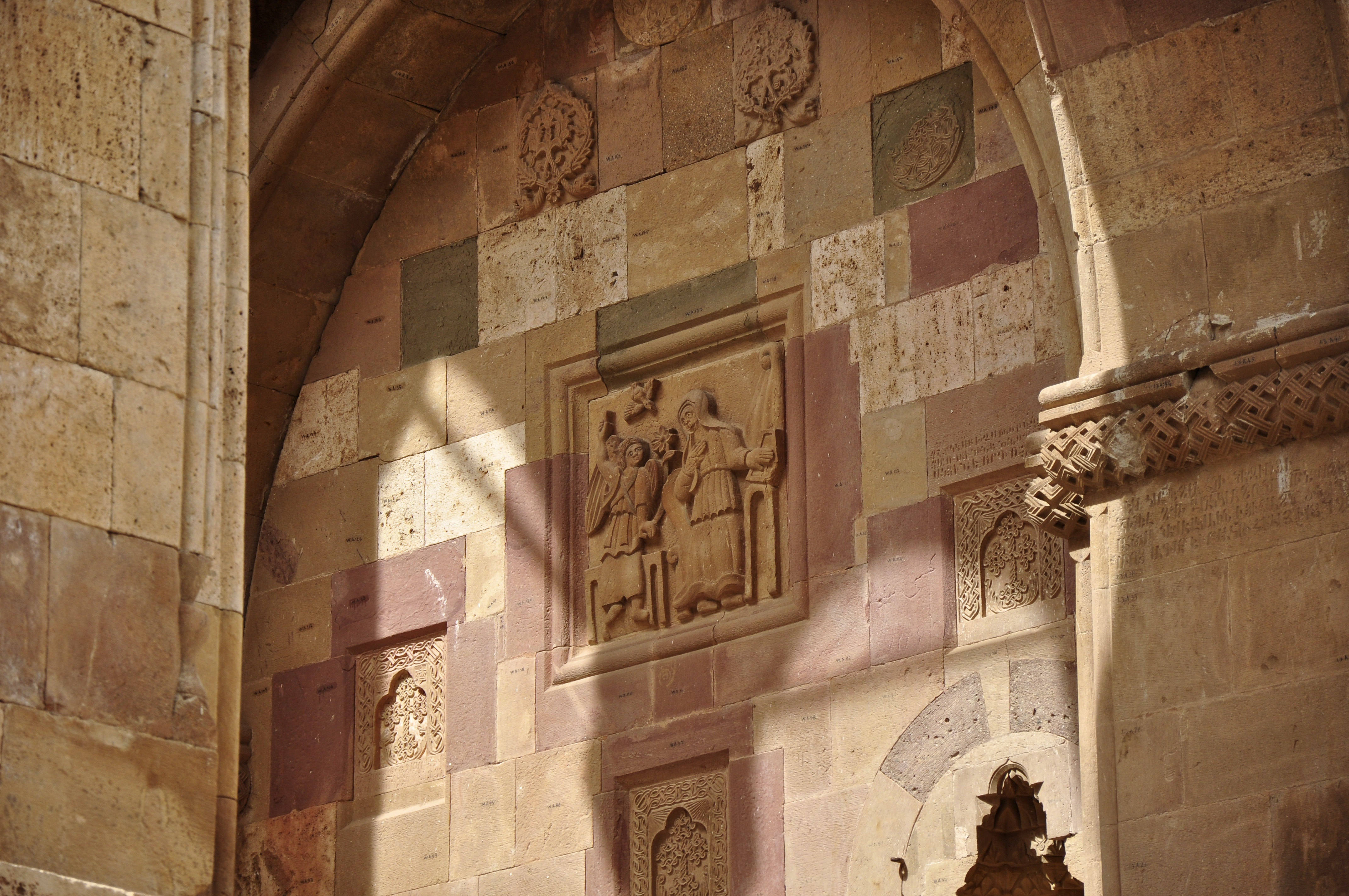
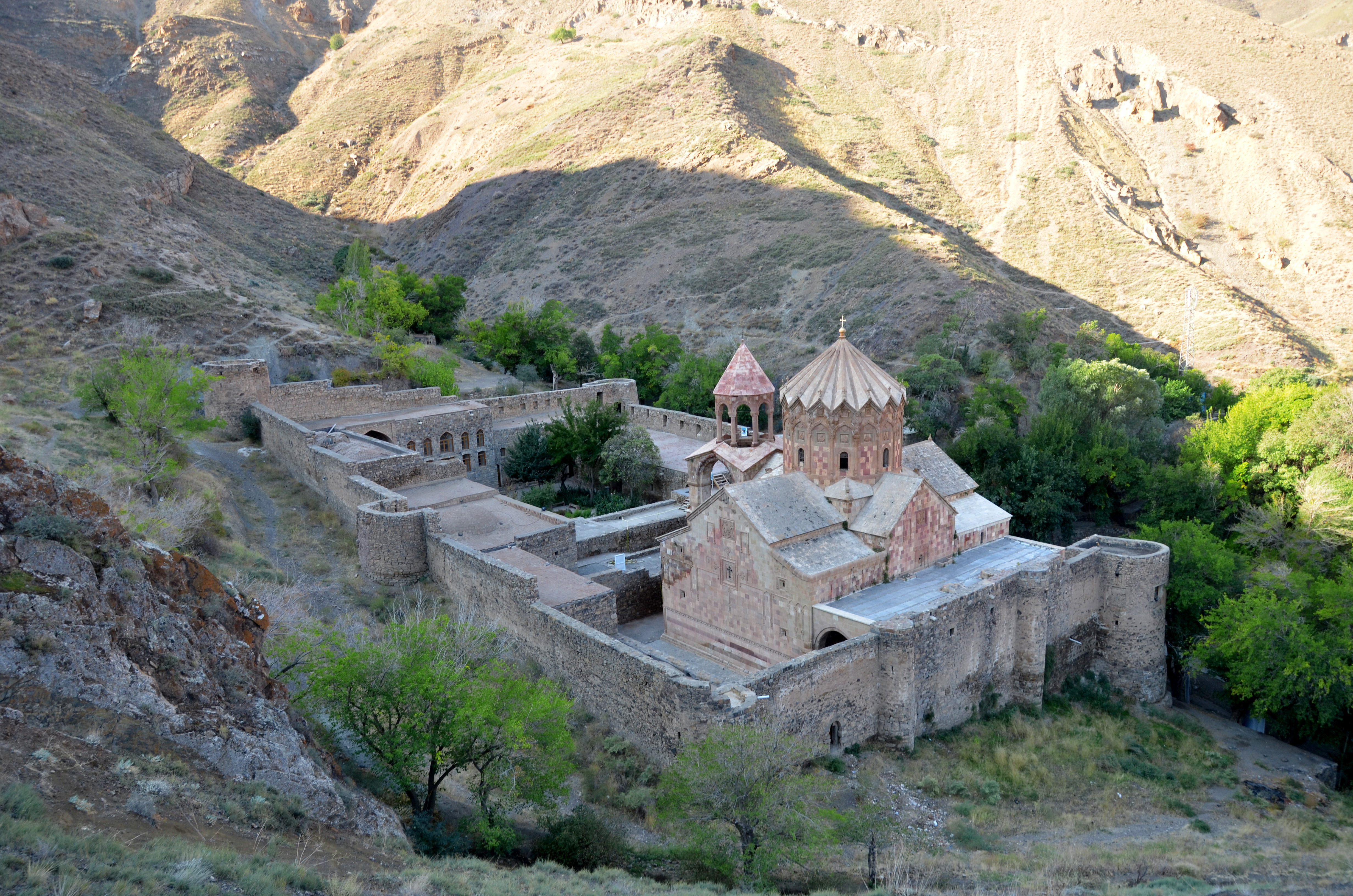
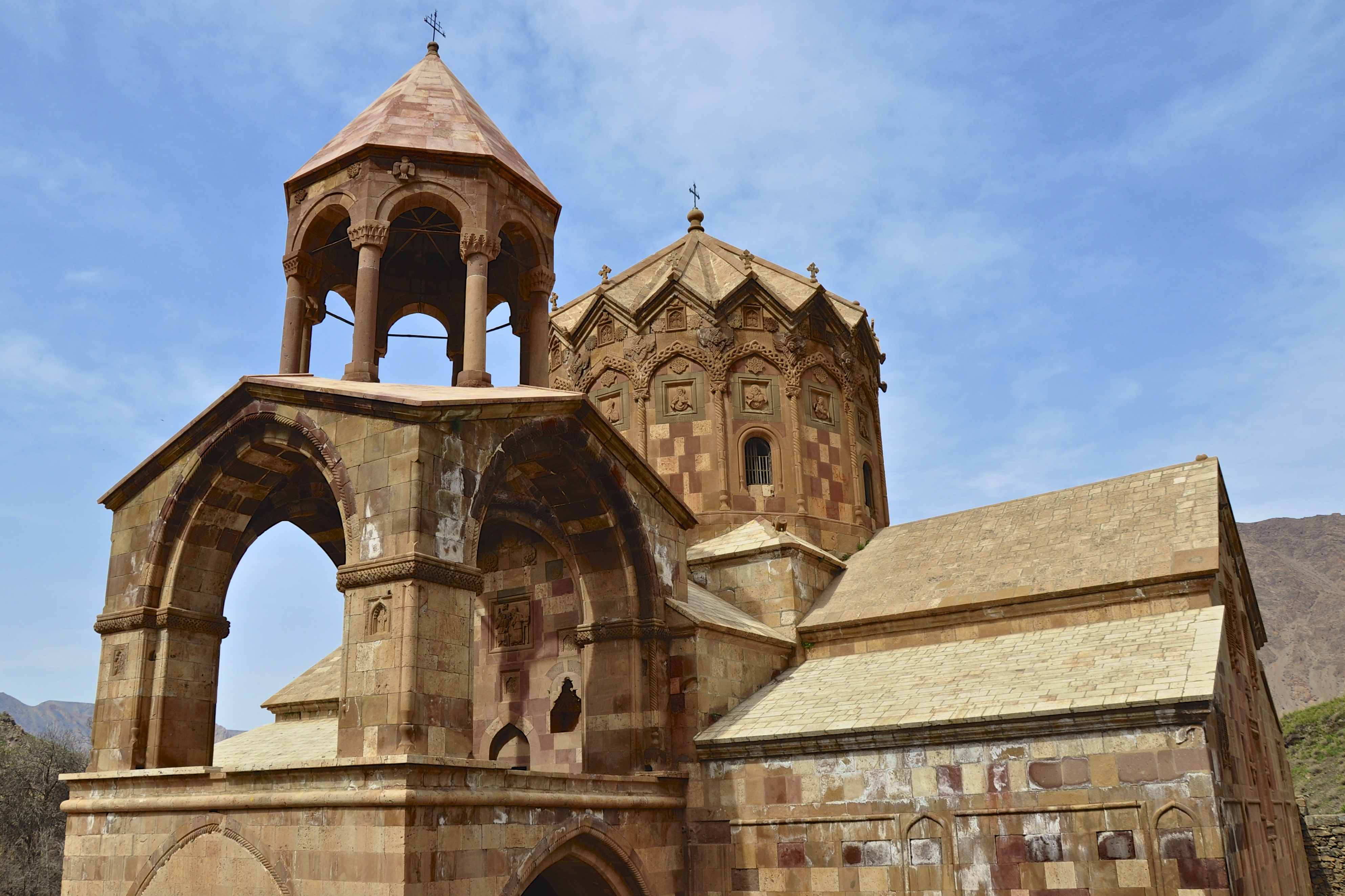